# Arthur West
Arthur West (* 24. August 1922 in Wien als Arthur Rosenthal; † 16. August 2000 ebenda) war ein österreichischer Lyriker, Schriftsteller und Journalist.

## Leben und Wirken
Arthur Rosenthal stammte aus einer jüdischen Familie und wurde deshalb nach dem Anschluss Österreichs 1938 vom Schulunterricht ausgeschlossen. Ende Jänner 1939 flüchtete er mit Vermittlung eines Hilfskomitees ohne seine Eltern aus Österreich nach England. Er hatte als einziger seiner Familie eine Ausreisegenehmigung erhalten. Seine Mutter konnte nach Zagreb flüchten und schloss sich später den jugoslawischen Partisanen an.
In London arbeitete Rosenthal als Hilfsarbeiter in einer Schuhfabrik. Im Mai 1940 wurde er als sogenannter „feindlicher Ausländer“ (deutscher Pass) interniert und in ein Lager in New South Wales nach Australien deportiert. Im November 1941 wurde er aus der Internierung entlassen, kehrte nach England zurück und arbeitete zunächst als Zuschneider in einer Gürtelfabrik, später als Metalldreher. In dieser Zeit wurde er Funktionär von Young Austria, einer Jugendorganisation der österreichischen Emigranten in England. 1942 wurde er Mitglied des Kommunistischen Jugendverbandes. In dieser Zeit lernte Rosenthal unter anderem auch den Exildichter Theodor Kramer kennen. Seine ersten literarische Gehversuche wurden in von Young Austria herausgegebenen Publikationen veröffentlicht, etwa in der 1943 erschienenen Anthologie „Mut. Gedichte junger Österreicher!“ im Verlag „Jugend voran“. 1943 heiratete Arthur Rosenthal Edith West (1919–2022), mit der er bis zu seinem Lebensende verbunden blieb. Ihr Trauzeuge war ihr gemeinsamer Freund Erich Fried. Noch im gleichen Jahr meldete er sich als Freiwilliger in die britische Armee, um aktiv gegen den Nazi-Faschismus zu kämpfen. 1944 wurde er bei der Landung in der Normandie eingesetzt und zu Kriegsende nach Italien überstellt. 1946 gewann er dort den 1. Preis im Dramenwettbewerb der Alliierten Streitkräfte im Mittelmeerraum für einen Einakter „Warum die Glocken von St. Johannis läuteten“.
Nach seiner Entlassung aus der British-Army kehrte West im November 1946 nach Wien zurück, wo er bis zu seinem Lebensende im sogenannten Triesterviertel in Favoriten lebte. Er wurde Mitglied der KPÖ und arbeitete als Lektor und Fremdsprachen-Korrektor im KPÖ-Parteiverlag Globus. In der Beurteilung der sowjetischen Niederschlagung des Prager Frühlings 1968 vertrat er den moskautreuen Flügel in der KPÖ. Von 1969 bis zu seiner Pensionierung 1982 leitete er die Kulturredaktion des kommunistischen Zentralorgans Volksstimme.
Arthur West beteiligte sich rege an Autorenlesungen, unter anderem am „Linken Wort“ im Rahmen des jährlichen „Volksstimmefests“ im Wiener Prater. Seine persönlichen Kontakte und Freundschaften zu österreichischen Kulturschaffenden umfassen Namen wie Elfriede Jelinek, Peter Turrini, Erika Danneberg, Ernst Hinterberger, Franz Kain, Marie-Thérèse Kerschbaumer, Karl Paryla, Erwin Riess, Gerhard Ruiss, Michael Scharang, Heinz Rudolf Unger und Helmut Zenker. Arthur West war aktives Mitglied der 1973 gegründeten Grazer Autorinnen Autorenversammlung und der 1988 in Wien gegründeten Jura Soyfer-Gesellschaft. 1986 wurde ihm durch die Verleihung des Professorentitels (Titularprofessor) eine späte offizielle Anerkennung zuteil, ebenso durch die Zuerkennung des Ehrenkreuzes für Wissenschaft und Kunst I. Klasse im Jahr 1998.
Arthur West starb am 16. August 2000 im Alter von 78 Jahren in Wien und wurde am 31. August 2000 am Wiener Zentralfriedhof von einer großen Trauergemeinde verabschiedet und im Urnenhain der Feuerhalle Simmering beigesetzt (Abteilung 8, Ring 3, Gruppe 4, Nummer 130).

## Auszeichnungen
- Berufstitel Professor, 1986
- Ehrenkreuz für Wissenschaft und Kunst I. Klasse, 1998

## Werke
- Die Große Selbstverständlichkeit. Lyrische Suite, Die Buchgemeinde, Wien 1955.
- Israel-Sprüche. Vorwort von Erich Fried, Frischfleisch & Löwenmaul, Wien 1980 (Neuauflage Edition Schwarzdruck, Berlin 1997).
- Männlicher Akt. Liebesgedichte aus vier Jahrzehnten, Herbstpresse, Wien 1985 (Neuauflage Edition Schwarzdruck, Berlin 1999).
- Linkes Rechten. Gedichte an und für Österreich, Herbstpresse, Wien 1989.
- Austreibungen. Sprüche wider die Angst, Herbstpresse, Wien 1991.
- Reimweh und Liederkehr. Ein Mosaik, Herbstpresse, Wien 1995.
- Zeitzeichen, Globus Verlag, Wien 1998.
- Der herbe Monolog. Ein Zyklus, Edition Schwarzdruck, Berlin 2001.
- Versuch einer Werkausgabe Bd. 1: "Fährten der Zeit". Politische Lyrik und Prosa, Edition Schwarzdruck, Berlin 2002.
- Versuch einer Werkausgabe Bd. 2: "Reimweh und Liederkehr". Lyrik und Prosa, Edition Schwarzdruck, Berlin 2002.
- Versuch einer Werkausgabe Bd. 3: "Private Protokolle". Lyrik und Prosa, Edition Schwarzdruck, Berlin 2002.